# Connew Racing Team
Connew Racing Team var en brittisk formelbiltillverkare med ett formel 1-stall som deltog i två lopp säsongen 1972.

## Historik
Connew Racing Team startades 1970 då Surteesdesignern Peter Connew tillsammans med två vänner började bygga en egen formel 1-bil i en liten verkstad i östra London. Bilen, som benämndes Connew PC1, blev tävlingsklar till Storbritanniens Grand Prix 1972. Förare var fransmannen François Migault, som sponsrades av Capricorn. Bilen hade en speciell bakre upphängning, som dock inte fungerade, varför man inte startade. Upphängningen modifierades till loppet i  Österrike, men där rasade den efter 22 varv och Migault råkade ut för en ganska stor olycka.

## F1-säsonger
| Säsong | Tävlingsnamn                | Bil        | Motor                    | Däck | Poäng | VM-plac. | Förare           |
| ------ | --------------------------- | ---------- | ------------------------ | ---- | ----- | -------- | ---------------- |
| 1972   | Darnvall Connew Racing Team | Connew PC1 | Ford Cosworth DFV 3.0 V8 | F    | 0     | 10:a     | François Migault |